# بورناشاندرا تيجاسوي
بورناشاندرا تيجاسوي (بالإنجليزية: Poornachandra Tejaswi)‏‏ (8 سبتمبر 1938 - 5 أبريل 2007 ) مؤلف، وشاعر غنائي، وكاتب أغاني، وشاعر، وكاتب من الهند.

## الجوائز
- جائزة أكاديمية شايتا  [لغات أخرى]‏[6]

## روابط خارجية
- بورناشاندرا تيجاسوي على موقع IMDb (الإنجليزية)
- بورناشاندرا تيجاسوي على موقع قاعدة بيانات الفيلم (الإنجليزية)
- بورناشاندرا تيجاسوي على موقع كينوبويسك (الروسية)